# Земельный передел

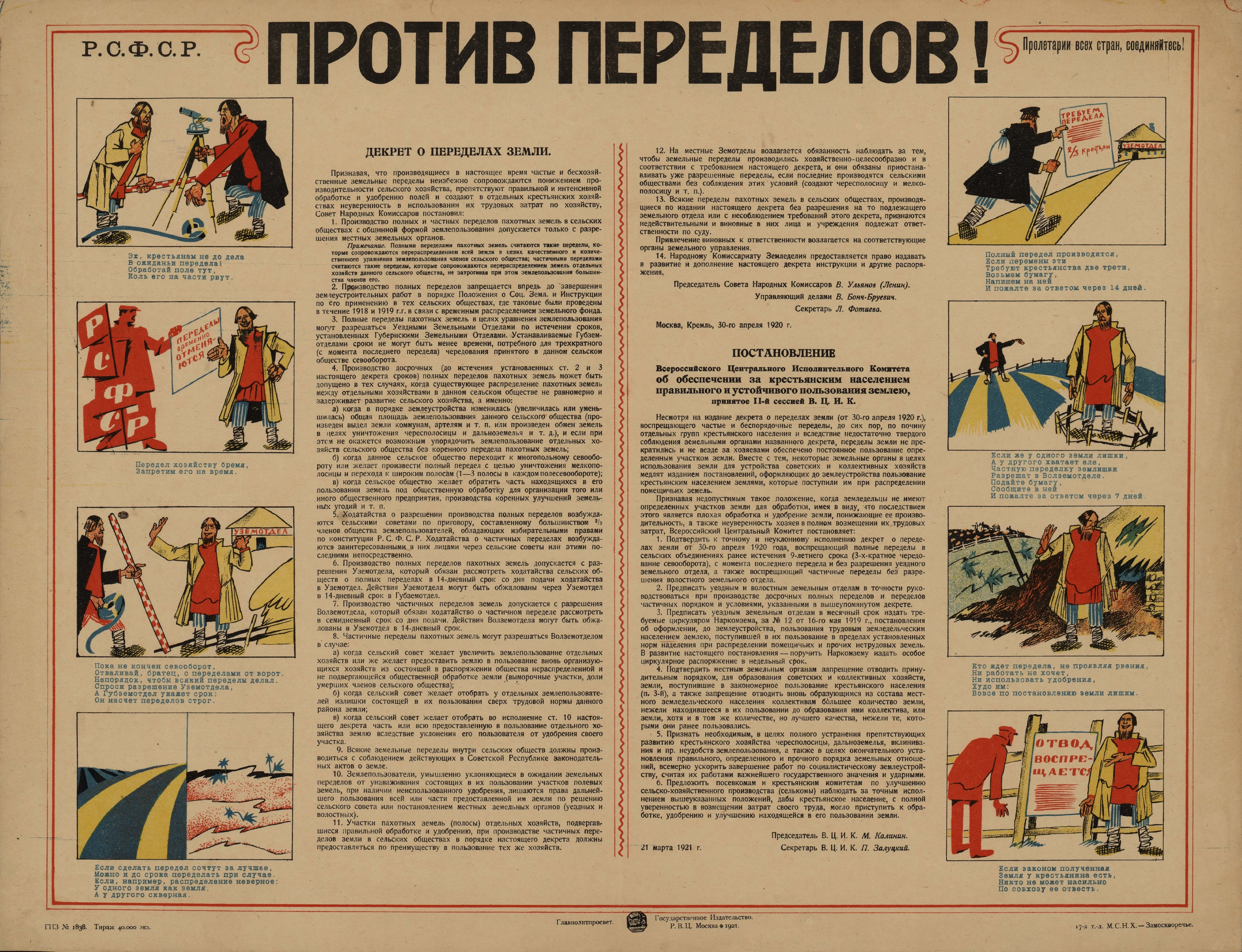
Декрет о переделах земли. «Против переделов!» — советский агитплакат

Земельный переде́л (от рус. переделать — сделать заново по тому же способу)   — один из способов регуляции крестьянской общиной в Российской империи уравнительного землепользования, постоянно нарушаемого изменениями в семейном составе и количестве дворов членов общины. При крепостном праве земельный передел производился или контролировался помещиком.

## История

### XIX век
После реформы 1861 года земельные переделы проводились исключительно в рамках общины и решения по ним принимались большинством в 2/3 голосов сельского схода.
Имели место земельные переделы 3 видов: 
- общие;
- частные — изменялось землепользование отдельных дворов;
- перевёрстки — обмен равноценными участками земли для избежания чересполосицы. Проводились обычно вместе с общими переделами.

По системам развёрстки переделы бывали разнообразны: по тяглам (то есть по семейным парам), на мужскую душу, реже — на работника-мужчину, ещё реже — по едокам. Вследствие уравнительных принципов земельных переделов у крестьян не было мотивации к повышению урожайности на своих полях (которые после очередного передела могли достаться другим), зато была мотивация иметь как можно больше детей (это учитывалось при очередном переделе и позволяло получать больше земли).
Переделы были характерны не для всех крестьян Российской империи: у украинских, белорусских и прибалтийских крестьян их не было.
В 1881—1893 годы правительство приняло ряд мер по укреплению сельской общины. Правила 1893 года ограничили право крестьян на проведение общих переделов сроком в 12 лет. Частные переделы вообще запрещались, однако попытки бюрократических регламентаций успеха не имели; крестьяне делили землю в обход закона.
Однако с течением времени передельная активность на селе всё-таки уменьшается. Не вся надельная земля была в общинном пользовании: в 1905 году в европейской России у 9,5 миллионов дворов общинников (из всего 12,3 миллионов дворов) было 83,2 % всей надельной земли, остальная находилась в подворном хозяйстве. Но и общинная земля подвергалась переделам всё реже. По данным 1910 года (неполным) , общие переделы с 1861 года не проводились в 124.965 сельских общинах, владевших 28,9 % всей надельной земли. Больше всего беспередельных общин имелось в Северо-Западном, Центрально-Промышленном, Южном  и Центрально-Чернозёмном районе.

### XX век
По закону от 14 июня 1910 года все беспередельные общины переводились на подворное обложение. Земельные переделы происходили и в советское время, даже и в условиях национализации земли, вплоть до наступления сплошной коллективизации крестьянства.